# (2692) Chkalov
(2692) Chkalov es un asteroide perteneciente al cinturón de asteroides, descubierto el 16 de diciembre de 1976 por la astrónoma soviética Liudmila Chernyj desde el Observatorio Astrofísico de Crimea.

## Designación y nombre
Designado provisionalmente como  1976 YT3. Fue nombrado Chkalov en honor al piloto y héroe de las fuerzas aéreas rusas Valeri Chkálov.